# Глостършър
Глостършър (на английски: Gloucestershire) е административно и церемониално (с различен размер) графство в регион Югозападна Англия. В състава му влизат 7 общини на обща площ от 3150 квадратни километра. Сред тях общината Южен Глостършър има статут на унитарна (самоуправляваща се) единица в състава на графството. Населението на областта към 2010 година е 858 300 жители. Административен център е град Глостър.

## География
Графството е разположено в горната югозападна част на Англия по границата с Уелс в района на уелското графство Мънмътшър. На изток граничи с графство Оксфордшър. На север са разположени графства Херефордшър, Устършър и Уорикшър. В южна посока се намират Уилтшър и Съмърсет.
През територията на Глостършър протича една от големите британски реки – Севърн, която чрез естуара си, в югозападната част на графството, се влива в Бристълския канал. В община Котсуолд, близо до селището Кембъл, е изворът на река Темза. В източната част на областта се простира хълмиста верига наречена „Котсуолдс“, чиято най-висока точка е „Клийв Хил“ на 330 метра над морското равнище.
По-главни градове в областта са: Глостър, Челтнъм, Сайрънсестър, Страуд, Тюксбъри, Кингсууд, Йейт и Торнбъри.
Централно през територията на графството, в посока от север към югозапад, преминава автомагистрала „М5“, свързваща агломерациите на Бристъл и Бирмингам.
Чрез организирана кампания, проведена от организацията за опазване на природата „Plantlife“, е избрано най-популярното цвете за всяко английско графство. За Глостършър това е цветето Нарцис (wild daffodil / narcissus pseudonarcissus).

### Административно деление
| Област / графство | Община          | Община | Главен град  | Други селища                                                   |
| ----------------- | --------------- | ------ | ------------ | -------------------------------------------------------------- |
| Глостършър        | Глостър         |        | Глостър      |                                                                |
| Глостършър        | Тюксбъри        |        | Тюксбъри     | Ашчърч, Бишопс Клийв, Чърчдаун, Уинчкъмб                       |
| Глостършър        | Челтнъм         |        | Челтнъм      |                                                                |
| Глостършър        | Котсуолд        |        | Сайрънсестър | Тетбъри, Феърфорд, Мортън ин Марш, Лийчлейд, Чипинг Кампдън    |
| Глостършър        | Страуд          |        | Страуд       | Дързли, Утън ъндър Едж, Стоунхаус, Бъркли, Нейлсуърт, Пейнсуик |
| Глостършър        | Форест оф Дийн  |        | Колфорд      | Синдефорд, Нюънт, Тиднъм, Лидни, Мичълдийн                     |
| Глостършър        | Южен Глостършър |        | Торнбъри     | Кингсуд, Йейт, Брадли Стоук, Стоук Гифорд, Пачуей, Филтън      |

## Демография
Изменение на населението на графството (заедно с независимата община Южен Глостършър) за период от две десетилетия 1991 – 2010 година:
| година    | 1991    | 2001    | 2010    |
| --------- | ------- | ------- | ------- |
| население | 748 734 | 810 200 | 858 300 |

Разпределение на населението по общини към 2010 година:
| Община          | Площ km2 | Население | Гъстота (жители/km2) |
| --------------- | -------- | --------- | -------------------- |
| Глостър         | 40.45    | 118 400   | 2927                 |
| Тюксбъри        | 414.40   | 81 700    | 197                  |
| Челтнъм         | 46.61    | 115 300   | 2474                 |
| Котсуолд        | 1164.50  | 83 500    | 72                   |
| Страуд          | 460.70   | 111 700   | 242                  |
| Форест оф Дийн  | 526.40   | 82 900    | 157                  |
| Южен Глостършър | 496.94   | 264 800   | 533                  |
| общо            | 3150     | 858 300   | 272                  |